# 米村浩
米村 浩（よねむら ひろし、1962年 - ）は、日本のクリエイティブディレクター。

## 来歴
1962年石川県金沢市生まれ。1985年金沢美術工芸大学商業デザイン科卒業。株式会社博報堂を経て、2001年にWieden+Kennedy Tokyo入社。2009年にWieden+Kennedy Tokyoから独立し、小霜和也とノープロブレムを創立。2014年、ECDとして博報堂に復職。2020~2023年まで博報堂フェローを務める。
広告学校（広告批評）講師。東京ADC・東京TDC 会員。

## 主な作品
- 「PARCO／パルコグランバザール」(1992～1995)
- 「第一生命／パスポート新撰組シリーズ」(1993～)
- 「サッポロビール／北海道生搾りシリーズ」(2001～)
- 「Nike／Why baseball?」(2003)
- 「リクルート／とらばーゆ 新装刊シリーズ」(2004～)

## 主な受賞
- 1990年、1991年、1993年、1994年　東京ADC賞
- 1996年　東京TDC賞 一般部門：銀賞誠文堂新光社「TCC広告年鑑1995」
- 2000年　東京ADC賞グランプリ、ニューヨークADC賞金賞、ACC CMフェスティバル第40回ACC郵政大臣賞ACCグランプリ（サッポロ／生ビール黒ラベル「温泉卓球・BBQ」編）
- 2003年　ACC CMフェスティバル金賞(NIKE「Bright Side」、KUMON「教室の奇跡」)ほか